# Ternopillja

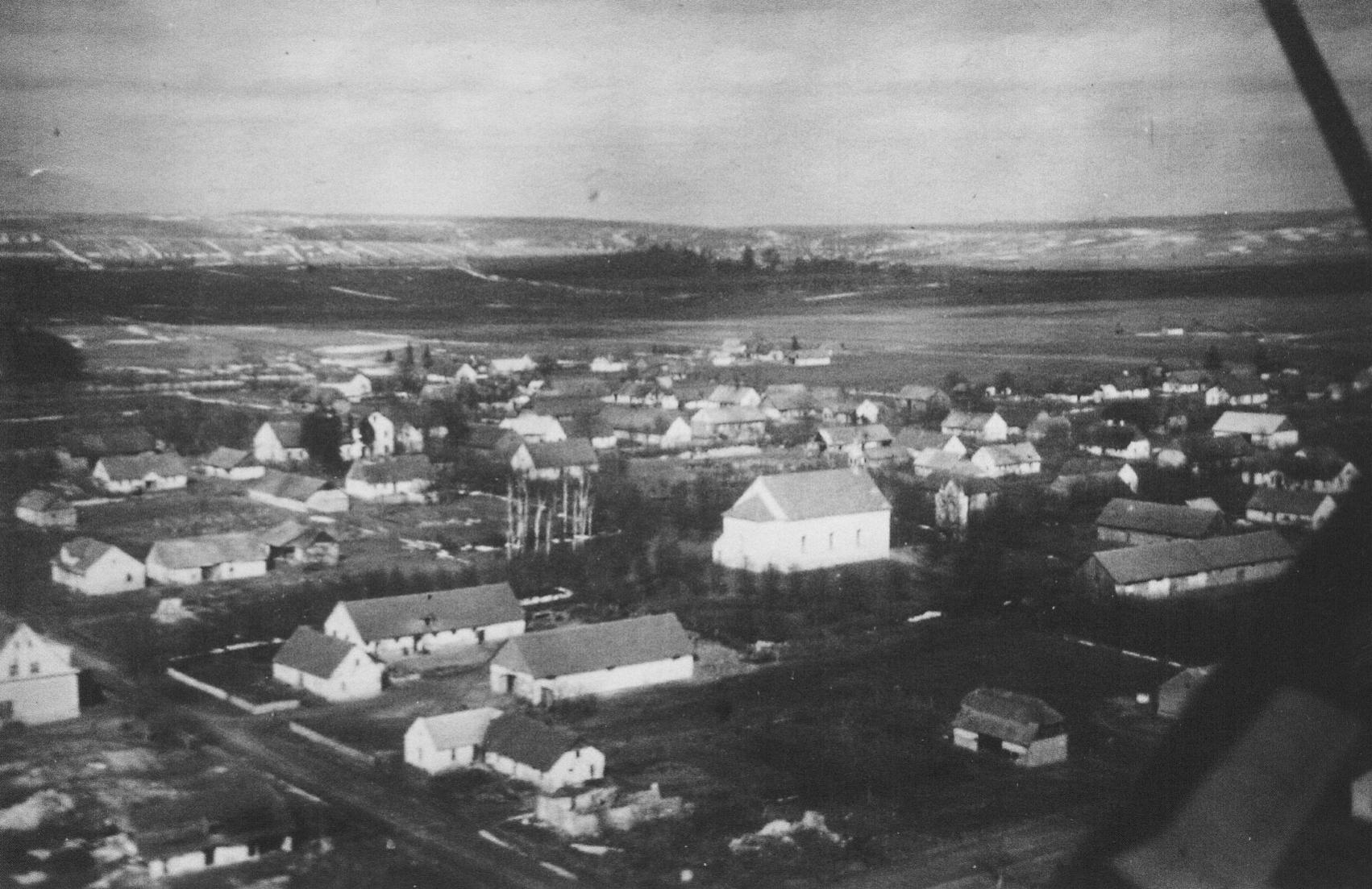
Letecký pohled na vesnici (40. léta 20. stol.)

Ternopillja (ukrajinsky Тернопілля, německy Dornfeld) je vesnice na západě Ukrajiny ve Lvovské oblasti a v Mykolajivském rajónu. 
Byla založena roku 1785 německými evangelickými kolonisty. V letech 1918–1939 se nacházela v Polsku. Současný název nese od roku 1976.
V roce 2004 žilo v obci 473 osob.

## Rodáci
- Alfred Bisanz (1890–1951), rakouskouherský a ukrajinský voják